# أينلو (فولاد لوي الجنوبي)
أینلو (بالفارسية: اینلو) هي قرية تقع في إيران في أردبيل. يقدر عدد سكانها بـ 252 نسمة بحسب إحصاء 2016.